# 东京工艺大学短期大学部
东京工艺大学短期大学部（日语：／ Tōkyō Kōgei Daigaku Tanki Daigakubu *）是过去一所位于日本东京都中野区的私立短期大学。前身是东京写真短期大学（日语：／ Tōkyō Shashin Tanki Daigaku *）。

## 概要

### 简介
- 学校最早可以追溯到1923年即専科学校的创立[注 2]、短期大学为于1950年开办、由学校法人东京写真短期大学[1][注 3]即后东京工艺大学经营。以后有了两次校名的变更、招収男女学生到1993年、停办于1997年8月[2][3]。

### 历史
- 1950年 东京写真短期大学成立并同时设置两个学科、以下列举。
  - 相片技术科
  - 相片工业科
- 1962年 相片印刷科成立。
- 1966年 改校名为东京写真大学短期大学部。
- 1967年 相片工业变更为相片应用科。
- 1976年 相片印刷科变更为图像技术科。
- 1977年 改校名为东京工艺大学短期大学部。
- 1993年 最后一年招生、次年停止招生（正式停办于1997年8月5日[2]）。

## 学校环境
- 校区：在了东京都中野区[注 1]

## 历任校长
- 本多健一：最后短期大学校长[4]。

## 组织

### 学科
- 相片技术科
- 相片应用科
- 图像技术科

### 专科
| - 没有 |

### 业余课程
| - 没有 |

## 知名校友

### 摄影师
- 丹野清志
- 饭岛幸永
- 荒川好夫
- 立木义浩
- 柳泽信
- 栗原隆司
- 米屋浩二
- 内藤明
- 藤里一郎
- 小林纪晴：同时记者、作者
- 押田美保
- 樱井始
- 佐藤伦子

### 电影导演
- 大地丙太郎
- 清水达正
- 小泉尧史

### 职业拳击运动员
- 菊地奈奈子

### 化学家
- 荒井宏子

### 演员
- 川崎麻世

### 其他
- 宫崎勤

## 相关链接
- 日本短期大学列表
- 东京工艺大学女子短期大学部